# Teď a Tady
Teď a Tady è il secondo album di studio della cantante pop ceca Šárka Vaňková.

## Tracce
1. Budu Se Ptát – 3:06
2. Čas Nádhernej – 3:42
3. Soukromý Ráj – 3:24
4. Chci Ti Říct – 3:11
5. Rej V Planetách – 4:02
6. Get Up – 3:38
7. Teď A Tady – 5:14
8. To Chce Klid – 3:55
9. Stíny Jdou – 4:29
10. Budu Tvá – 3:50
11. Nepřistát – 3:48
12. Dávno – 3:31